# Phoenix (Luftgleiter)
Phoenix ist ein seit 2017 in Entwicklung befindlicher unbemannter Luftgleiter, eine Art Luftschiff das die Funktion eines Ballons und eines Flugzeugs kombiniert. Die Bauform ähnelt dem eines Zeppelins, oder genauer eines Prallluftschiffs. Mitte 2020 wurde ein 15 Meter langer Prototyp, mit 10,5 m Spannweite und – ohne Heliumfüllung – 120 Kilogramm Masse, fertiggestellt.
Die besondere Konstruktion verleiht dem Luftfahrzeug Vortrieb ohne Einsatz eines Propellers mit Motor, somit benötigt es keinen Treibstoff und könnte monatelang in der Luft verweilen. Erste Testflüge in einem Hangar verliefen erfolgreich. In den nächsten Jahren soll ein viermal so langer Prototyp in einer Höhe von 20 Kilometer für Erkundungen und Messungen und als Pseudosatellit im Bereich der Telekommunikation eingesetzt werden.
Geplant ist autonomes Fliegen zum Aufsuchen und Halten einer bestimmten geografischen Position gegen den Einfluss von Winden, die in einer Höhe von 20 km typisch weniger stark wehen als darunter und darüber. Durch das Aufsuchen geeigneter Höhen können auch aktuell vorherrschende Winde genutzt werden.

## Funktionsweise und Aufbau
Das Luftfahrzeug fliegt mit einem sogenannten „variablen Auftriebsantrieb“, vergleichbar mit dem eines Unterwassergleiters. Im Einsatz ist Phoenix die Hälfte der Zeit schwerer als Luft, also ein Flugzeug, und die andere Hälfte leichter als Luft, also ein Ballon.
Der Rumpf des Fluggerätes ist mit Helium gefüllt und verleiht dem Objekt Auftrieb. Es hat zwei Flügel mit einer Spannweite von 10,5 Meter, deren Oberseiten mit Solarzellen bedeckt sind. Zusätzliche Solarzellen befinden sich am Heck. Akkumulatoren speichern den erzeugten Strom.
Im Innern des Rumpfs befindet sich ein Luftsack, in den ein durch die Solarzellen mit Energie versorgter Kompressor Luft pumpt, wodurch das Fluggerät – unter Aufbau eines Überdrucks innen – schwerer wird und in Richtung Erde sinkt.
Die Flügel verleihen dem Gleiter Vortrieb während der Sinkflugphase, d. h. die Flügel erzeugen aus einer Vertikalbewegung eine Antriebskraft für die Vorwärtsbewegung, wie bei einem Segelflugzeug. Zudem wird die Druckluft nach hinten abgelassen, was zusätzlichen Rückstoß erzeugt. Durch die abgelassene Druckluft wird der Fluggleiter leichter und steigt auf was wiederum für Vortrieb genutzt werden kann. Steig- und Sinkphasen wechseln sich ab.
Da Sonneneinstrahlung die Ballonhülle und damit verzögert auch das Traggas erhitzt, und der barometrische Luftdruck durch Wettererscheinungen variiert, ist die Aufgabe des abwechselnden Steigens und Sinkens komplex.

## Beteiligte Universitäten und Forschungseinrichtungen
Das Projekt wird von einem Konsortium britischer Organisationen geleitet. Es wird unter der Leitung von Andrew Rae, Professor für Ingenieurwesen an der University of the Highlands and Islands, Perth College UHI Campus (Perth, Großbritannien), mit Unterstützung des National Composites Centre (Bristol), der University of Bristol und weiteren Instituten entwickelt. Das Projekt wurde von Innovate UK (Swindon, GB) über das Aerospace Technology Institute (Bedfordshire, GB) teilfinanziert.